# 獾亚科
獾亞科，學名Melinae，屬於食肉目鼬科，包括在歐亞大陸常見的獾（即狗獾）、豬獾、鼬獾等。有時獾作爲統稱，也包括產于非洲的蜜獾和美洲的美洲獾。
獾的主要特點是體型粗壯，腿短、尾短、吻長，嗅覺靈敏，性情好動，善於挖掘土中的動物作爲食物。